# LilyPond
LilyPond is muzieknotatiesoftware. De ontwikkelgroep van LilyPond wil goed opgemaakte en prettig leesbare bladmuziek van de beste kwaliteit maken, naar voorbeeld van traditioneel gegraveerde bladmuziek. Het idee is dat mooie en goed leesbare bladmuziek musici steunt en stimuleert.
Het maken van bladmuziek met LilyPond gebeurt in twee stappen. Eerst beschrijft de gebruiker de muziek in LilyPondnotatie. Vervolgens start de gebruiker LilyPond, dat op basis van de beschrijving bladmuziek maakt.

## Opmaak
LilyPond maakt de bladmuziek automatisch op en heeft daarvoor een redeneermechanisme of algoritme. Het optimaliseert keuzes voor onder andere het aantal maten in een notenbalk en het aantal notenbalken of systemen op een pagina. Het programma vermijdt botsingen tussen noten, tekst, dynamische tekens en andere muzieksymbolen.
De gebruiker kan alle instellingen van het redeneermechanisme voor de typografische opmaak aanpassen. Aanwijzingen en instellingen zijn mogelijk voor het hele compositie, voor delen en voor individuele noten en muzieksymbolen. Alle instellingen en aanwijzingen voor de opmaak zijn onderdeel van de beschrijving van de muziek.

### Enkele typografische mogelijkheden
- Alle lettertypen die op de computer zijn geïnstalleerd zijn ook beschikbaar voor LilyPond.
- Er zijn ook alternatieven voor het notenschrift.
- De gebruiker kan eigen afbeeldingen, tekeningen en symbolen toevoegen.

### Voorbeelden van typografische optimalisering
- De standaarden van het 'lettertype' van het notenschrift wijzigen mee met de grootte van de notenbalk. Bij kleinere notenbalken worden de noten niet alleen kleiner, maar ook ronder en wordt de relatieve lijndikte van notenbalken groter.

- Eventuele hulplijnen worden iets korter als er een wijzigingsteken voor de noot staat. Het wijzigingsteken kan daardoor dichter bij de noot geplaatst worden, wat de muziek leesbaarder maakt.

- Als de richting van de stokken verandert van boven naar beneden of andersom kan de afstand tussen noten groter of juist kleiner lijken. Door op die plaatsen de afstanden tussen de noten iets kleiner of juist iets groter te maken lijkt het of de tussenruimte tussen de noten steeds gelijk is. Dit is 'optische spatiëring'.[5]

- Ook de afstand tussen noten geeft de duur van de noten weer. De afstand tussen kwartnoten is bijvoorbeeld ongeveer twee keer zo groot als de afstand tussen achtste noten. Dit is 'proportionele spatiëring'.[6] Standaard gaat LilyPond hier losjes mee om, maar er is ook een instructie die ervoor zorgt dat LilyPond proportionele spatiëring strikt toepast.

## Gebruiksmogelijkheden van LilyPond
Lilypond biedt dezelfde gebruiksmogelijkheden als de meeste andere muzieknotatiesoftware. Hieronder staan enkele specifieke mogelijkheden:

### Enkele mogelijkheden voor speciale muziek
- LilyPond ondersteunt oude muziekschriften zoals gregoriaans en mensurale notatie. Het ondersteunt ook wereldmuziek en eigentijdse muziek.

- Instrumentspecifieke symbolen voor onder andere koperblaas- en strijkinstrumenten, piano, accordeon en harp zijn aanwezig.

- Muziek voor tokkelinstrumenten zoals de gitaar ondersteunt LilyPond met bijvoorbeeld tabulaturen en alternatieve stemmingen.

### Productiviteit
LilyPond heeft voorzieningen om de productiviteit te verhogen.
- LilyPond heeft modellen voor onder andere piano, koorwerken en orkest. In een model staan standaardbeschrijvingen van tekstregels, notenbalken, systemen, titels en dergelijke. De gebruiker hoeft alleen de muziek in te voeren, en bij koorwerken natuurlijk ook de liedteksten. De gebruiker kan de modellen ook aanpassen.

- De gebruiker beschrijft alle partijen. Hij kan herhalingen en terugkerende thema's kopiëren en eventueel transponeren, wat schrijfwerk voorkomt. Hij kan meerdere edities maken van een compositie of een deel daarvan. Bij herhalingen die niet exact gelijk zijn kan de gebruiker voor elke herhaling een editie maken.

- Omdat de gebruiker alle partijen beschrijft is 'extractie' van een of enkele partijen uit een compositie niet nodig.[7] De gebruiker geeft in de beschrijving van de muziek aan welke producten de uitgave van de compositie omvat, bijvoorbeeld een (orkest)partituur, de partijen voor alle instrumenten, een (piano)reductie en geluidsbestanden van het hele orkest en per partij. Als hij LilyPond start maakt het programma de aangegeven producten.

- LilyPond maakt elke keer nadat het is gestart een nieuwe editie van de compositie. Wijzigingen, uitbreidingen en inkortingen van de beschrijving van de muziek zijn in het resultaat niet gemarkeerd of herkenbaar en hebben geen invloed op de kwaliteit ervan.

### Beperkingen
Beperkingen ten opzichte van andere muzieknotatiesoftware.
- LilyPond is bedoeld voor het maken van mooie bladmuziek, andere mogelijkheden zijn beperkt of niet aanwezig. LilyPond biedt bijvoorbeeld geen optische herkenning van bladmuziek.

- Het notenschrift van LilyPond is niet compatibel met de standard music font layout (SMuFL). Dat beperkt de keuzemogelijkheden voor andere notenschriften.

- LilyPond heeft een steile leercurve.[8]

- Als een gebruiker het eindresultaat wil verfijnen kan dat leiden tot een vaak herhaald proces van het aanpassen van de beschrijving van de muziek, het opnieuw maken van bladmuziek en die weer beoordelen.[9]

## Het beschrijven van de muziek
De gebruiker beschrijft de muziek in LilyPondnotatie. Voor het beschrijven van de muziek is alleen een teksteditor nodig. Alle tekens die voor deze notatie nodig zijn zitten op vrijwel elk toetsenbord. Bij het maken of lezen van de beschrijving is LilyPond dus niet nodig, wat gebruikers veel vrijheden geeft:
- Gebruikers bepalen zelf in welke volgorde ze algemene opmaakvoorkeuren, partijen en liedteksten in beschrijven. Gebruikers kunnen onderdelen van de beschrijving van een compositie ook in meerdere tekstbestanden onderbrengen.

- Door opmaakvoorkeuren bij elkaar te plaatsen wordt het makkelijker om werken, of delen daarvan, in dezelfde stijl op te maken. Dit komt overeen met het idee van style sheets. Aanwijzingen voor de opmaak van individuele noten kunnen ook in apart tekstbestand worden geplaatst. Dit maakt het makkelijker om muziek snel te beschrijven en om de opmaak consequent te houden.

- De gebruiker kan zijn muziekbeschrijvingen, of delen daarvan, delen met anderen. Dat maakt samenwerking en onderlinge hulp mogelijk. Het delen van beschrijvingen van opmaakvoorkeuren helpt een groep gebruikers muziek in een gelijke stijl op te maken.

- De tekstgebaseerde invoer maakt het schrijven van partituren ook mogelijk voor gebruikers met beperkingen, omdat spraakherkenningssoftware en voorleessoftware gebruikt kunnen worden.

### Invoeren met toetsenbord of spraakherkenningssoftware
Gebruikers kunnen beschrijvingen van muziek maken met alle programma's die platte tekst maken. Platte tekst is tekst zonder opmaak. Alle broncode-editors en teksteditors zijn bruikbaar, en vrijwel alle tekstverwerkers. Veel gebruikers gebruiken broncode-editors die syntaxiskleuring bieden. Daarnaast is een toetsenbord of spraakherkenningssoftware en eventueel voorleessoftware nodig. Een muis is niet per se nodig.

### Invoeren via een grafische interface
Invoeren van muziek via een grafische interface en een realtime previewfunctie is mogelijk via programma's als LilyPondTool, Frescobaldi en Denemo. Sommigen daarvan hebben syntaxiskleuring, automatische aanvulling van sleutelwoorden en/of extra LilyPond-modellen.

### Invoeren met een klavier
Er zijn programma's die invoer met een toetsenblok of met een MIDI-klavier ondersteunen.

### Importeren en converteren
Er is ondersteuning voor het converteren van MIDI- en MusicXML-bestanden naar LilyPondnotatie.

## Uitvoer
De standaarduitvoer is in Portable Document Format (PDF) en PostScript (PS). Scalable Vector Graphics (SVG) en Encapsulated PostScript (EPS) zijn ook mogelijk. Ook is uitvoer in Portable Network Graphics (PNG) mogelijk, maar de resolutie van dit bestandsformaat is beperkt.
Daarnaast kan LilyPond muziek als audiobestanden uitvoeren. Audiobestanden hebben het MIDI-bestandsformaat. Uitvoer naar MusicXML biedt LilyPond niet.

## Voorbeelden van gebruik

### Distributie van vrije bladmuziek
Het Mutopia-archief en Musipedia verspreiden vrije bladmuziek en maken hiervoor gebruik van lilypond. De beschrijvingen van de muziek in LilyPondnotatie zijn ook beschikbaar.

### Voorbeeld met MediaWiki
In de beschrijving hieronder staan de eerste twee maten van 'Op een grote paddenstoel' in LilyPondnotatie.
```
<score>
 \relative c'' {
  c4 c c d e e e2 
 }
 \addlyrics {
  Op een gro -- te pad -- den -- stoel,
 }
</score>

```

De uitleg hiervan staat verderop onder het kopje LilyPondnotatie. Hieronder staat precies dezelfde beschrijving, maar nu zonder de aanduiding dat deze beschrijving als code zichtbaar moet zijn. Dankzij de ondersteuning van de MediaWikisoftware is dit notenschrift het resultaat:

### Notatievoorbeeld zonder MediaWiki
Hieronder een beschrijving van 'Fire Breathers!' van de Finse componist Urpo Lankinen.
```
<score raw=1 sound=1>
 \version "2.22"
 %% Language upgrade helper.

 %% Theme to "Fire Breathers", a homebrew NES game perpetually
 %% under development. Composed by Urpo Lankinen.
 %% Note: The composer has made this source code available
 %% to Wikipedia under the GFDL license. Other versions outside
 %% Wikipedia are typically under CC BY-SA license.

 %% This file uses Finnish note names (for example, where
 %% Americans use "F#" and "Bb", Finns use "Fis" and "B").
 %% Dutch note names are used by default.
 \language "suomi"

 %% The header block defines the titles and texts.
 \header {
  title = "Theme to ``Fire Breathers!''"
  instrument = "For the 2A03 or SID"
  composer = "Urpo Lankinen"
  enteredBy = "Urpo Lankinen"
  updatedBy = "Jan Nieuwenhuizen, Marten de Vries"
  date = "June 2005"
  tagline = ##f
 }

 Melody = \relative c'' {
  \clef treble
  \time 3/4
  \key a \minor

  \partial 4
  a4 | e'4.( d8[ c]) r8 | d4.( c8[ h]) r8 | a2. | e2
  a4 | e'4.( d8[ c]) r8 | d4.( e8[ f]) r8 | e2. | r2
  e4 | f4.( e8[ d]) r8 | d4.( c8[ h]) r8 | a2. | e2
  a4 | e'4.( d8[ c]) r8 | d4.( c8[ h]) r8 | a2. ~ a2 r4 | \bar "|."
 }

 %% This is the second voice.
 SecondVoice = \relative c {
  \clef bass
  \time 3/4
  \key a \minor

  \partial 4
  r4 | e2. | d2. | a2. | e2
  a4 | e'2. | d2 f4 | e2. | r2.
  | f2. | d2. | a2. | e2
  a4 | e'2. | d2 h4 | a2. ~ a2 r4 | \bar "|."
 }

 %% Melodies, lyrics and chords can be assigned to a variable and then
 %% be *reused* elsewhere. Here are three different accompaniment
 %% ,patterns, which are used throughout the accompaniment melody.
 AccompA = \relative c { a4 e'8 a, e' a, | }
 AccompB = \relative c { g4 d'8 g, d' g, | }
 AccompC = \relative c { e,4 h'8 e, h' e, | }

 Accompaniment = {
  \clef bass
  \time 3/4
  \key a \minor

  \partial 4
  r4 | \AccompA \AccompB \AccompA \AccompA
  \AccompA \AccompB \AccompA \AccompA
  \AccompC \AccompC \AccompA \AccompA
  \AccompA \AccompB \AccompA | a2 r4 | \bar "|."
 }

 %% The top level music definition.
 \score {
  <<
   \new StaffGroup \with { midiInstrument = bagpipe } <<
    \new Staff \Melody
    \new Staff \Accompaniment
    \new Staff \SecondVoice
   >>
  >>
  \layout { }
  \midi { \tempo 4=116 }
 }
</score>

```

Deze beschrijving is met LilyPond omgezet in het notenschrift dat hieronder staat.

Het notenschrift van 'Fire Breathers!' als PNG-bestand. Klik op afbeelding om SVG-bestand te zien.

## LilyPondnotatie
De taal of syntaxis van de LilyPondnotatie bestaat hoofdzakelijk uit noten, commando's, commentaar en uitbreidingen.

### Commando's
Commando's beginnen met een \. Een voorbeeld is \relative. Dit commando geeft aan dat het octaaf van de volgende noten niet absoluut wordt aangegeven, maar ten opzichte van de voorgaande noot. Dan is het interval tussen de stamtoon van een noot en de stamtoon van de vorige noot een kwart of minder. De gebruiker kan dat interval naar beneden of naar boven bijstellen met comma's repectievelijk quootjes. Het commando \addlyrics betekent "voeg liedtekst toe". Lettergrepen worden gescheiden door  --   ofwel een spatie, twee afbreekstreepjes en weer een spatie. Dat stelt LilyPond in staat om de woorden correct onder de noten te plaatsen. LilyPond heeft meerdere mogelijkheden om melisme's, klanken over meerdere noten, te noteren.
Standaard gaat LilyPond uit van muziek in de toonsoort c‑groot en vierkwartsmaat. Met \time kan een andere maatsoort worden aangegeven, met \key een andere toonsoort en met \clef een andere muzieksleutel.
Met \markup kan de gebruiker tekst boven of onder de notenbalk plaatsen en opmaken.
Lilypond heeft specifieke codes voor dynamiek, zoals \pp, \mf; een crescendoteken begint met \< en eindigt met \!. De gebruiker kan ook specifieke elementen van de muziek aanpassen, zoals de vorm van de noten of de richting van de stok. Er zijn meerdere mogelijkheden om aan te geven hoe lang een dergelijke wijziging geldt. Het commando \once geeft aan dat het volgende commando voor bijvoorbeeld een specifieke noot geldt. Sommige veelgebruikte commando's hebben een eigen symbool om het invoeren te vergemakkelijken. Een legatoboog begint bijvoorbeeld met een ( en eindigt met een ). 
Intensief gebruik van commando's vermindert de leesbaarheid van de beschrijving. Daarom kunnen commando's ook in een apart bestand opgenomen worden. De oorspronkelijke beschrijving wordt dan overzichtelijker. Dat maakt het makkelijker om de opmaak van het muziekschrift consequent te houden en maakt het beschrijven van muziek sneller.

### Commentaar
Commentaar op een regel wordt voorafgegaan door een procentteken %. Langer commentaar begint met %{ en eindigt met %}.

### Uitbreidingen
De gebruiker kan naast de LilyPondnotatie ook gebruik maken van de scripttaal waarin LilyPond zelf voor een belangrijk deel is geschreven. Gebruikers kunnen hiermee instellingen doen die niet mogelijk zijn in de LilyPondnotatie, en zelf extra mogelijkheden aan LilyPond toevoegen. Dit biedt gebruikers ook een weg om door te groeien naar ontwikkelaar.

### ABC-notatie
LilyPond kan ook muziek die genoteerd is in de ABC-notatie omzetten in bladmuziek.

## Eigenschappen van de software

### Vrije software
LilyPond is vrije software. Dat betekent onder andere dat het gebruik ervan kosteloos is, ook voor commercieel gebruik.

### Omgeving

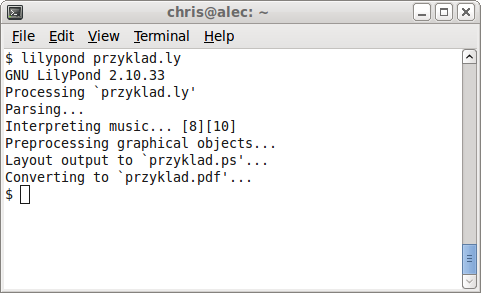
Screenshot of LilyPond running on Linux

LilyPond werkt op de besturingssystemen GNU/Linux, MacOS X en Windows.

### Integratie
De gebruiker kan LilyPondmuziek invoegen in LaTeX en HTML. Met behulp van OOoLilyPond kan dat ook in OpenOffice.org en er zijn Plug-ins voor het gebruik van LilyPondnotatie in verschillende blogs. De Wiki-software MediaWiki, die voor Wikipedia gebruikt wordt, ondersteunt LilyPond sinds 2013. Zo kan met de LilyPondnotatie notenschrift toegevoegd worden aan teksten.

### Programmeertalen
De kern van LilyPond bestaat uit modules die in C++ zijn geprogrammeerd. De meeste mogelijkheden die LilyPond biedt zijn geprogrammeerd met de ingebouwde scripttaal Guile, die deze modules gebruikt en combineert. Guile is een dialect van Scheme. De omvang van de code is bijna 600.000 regels, waarvan bijna 240.000 regels in C++ en ruim 100.000 regels in Guile.
De muzieksymbolen van het standaardnotenschrift van LilyPond zijn gemaakt met Metafont en de documentatie van LilyPond is gegenereerd met Python en Make.
Flex en GNU Bison ontleden of 'parsen' de beschrijvingen en zetten daarmee de eerste stappen van het vertalen van de beschrijving naar de uitvoer. PostScript en SVG worden gebruikt bij het maken van van de uitvoer.

### Interface
Lilypond is een consoletoepassing. Dat betekent dat de gebruikersinterface volledig op tekst is gebaseerd en dat gebruiker het programma start met een startcommando dat hij invoert in de commandoregel van het besturingssysteem van de computer. Het startcommando om bevat minimaal de naam 'lilypond' en de naam van het tekstbestand met de muziekbeschrijving.
Bij een computer met een grafisch besturingssysteem, zoals MS-Windows, kan het starten ook door te (dubbel)klikken op de bestandsnaam van het tekstbestand met de beschrijving van de muziek.
LilyPond werkt als batchprogramma, wat betekent dat het programma op basis van het startcommando de beschrijving interpreteert en verwerkt zonder verdere tussenkomst van de gebruiker. Het resultaat is een logbestand met een beschrijving van de stappen van het compileren oftewel het maken van de bladmuziek. Het programma controleert de beschrijving en schrijft eventuele waarschuwingen en foutmeldingen ook in het logbestand. Als het geen fouten vindt maakt het ook de bladmuziek en audiobestanden zoals de beschrijving dat aangeeft.

### Voetafdruk software
De softwarevoetafdruk van LilyPond is klein. De gebruiker plaatst de bestanden met de software in het vaste geheugen van de computer om LilyPond gebruiksklaar te maken. De gebruiker hoeft geen instellingen van de computer te wijzigen en er is geen installatieprogramma. Het programma werkt op vrijwel elke personal computer.

### Ontwikkeling en ondersteuning
Han-Wen Nienhuys en Jan Nieuwenhuizen begonnen de ontwikkeling van LilyPond in 1996 en presenteerden de eerste versie, met versienummer 0.1, op 1 augustus 1997. De naam is terug te voeren op Rosegarden, een eerder project, en op een kennis van Nienhuys, Suzanne, een Hebreeuwse naam die lelie betekent.
LilyPond 1.0 verscheen op 31 juli 1998. Vanaf die versie heeft het een eigen muziekschrift, Feta. LilyPond 2.0 verscheen op 24 september 2003. Deze versie bracht een vereenvoudigde syntaxis en veel nieuwe mogelijkheden om verschillende muziekstijlen weer te geven. In 2025 heeft LilyPond een actief ontwikkelteam en een actieve gebruikersgemeenschap.

### Vergelijking met andere muzieknotatiesoftware
De pakketten Finale van MakeMusic, Sibelius van Avid Technology en Dorico van Steinberg worden vaak met LilyPond vergeleken. Andrew Hawryluk bijvoorbeeld, een gebruiker van Finale en LilyPond, vergeleek deze twee pakketten en schreef erover. Een vergelijking met MuseScore staat op slant.co.

## Verwijzingen
1. ↑  "LilyPond 2.24.4 released!"; auteur (als tekenreeks): Jonas Hahnfeld; downloadlink: https://lists.gnu.org/archive/html/lilypond-user/2024-07/msg00164.html; datum van uitgave: 21 juli 2024.
2. ↑  "LilyPond 2.25.25"; auteur (als tekenreeks): Jonas Hahnfeld; downloadlink: https://lists.gnu.org/archive/html/lilypond-user/2025-03/msg00184.html; datum van uitgave: 23 maart 2025.
3. ↑  (en) lilypond.org. Gearchiveerd op 22 juli 2023. Geraadpleegd op 22 juli 2023. “LilyPond is (...) devoted to producing the highest-quality sheet music possible. It brings the aesthetics of traditionally engraved music to computer printouts.”
4. ↑  (en) lilypond.org/introductie. Geraadpleegd op 22 juli 2023. “It (...) [allows] composers, transcribers and publishers to focus on the music instead of improving their software’s default output. Performers will get parts that let them concentrate on playing music instead of reading it.”
5. ↑  (en) LilyPond, a system for automated music engraving pagina 2 en 3 (10 mei 2003). Gearchiveerd op 6 oktober 2022. Geraadpleegd op 16 oktober 2022. “(...) the eye not only notices the distance between note heads, but also between consecutive stems.”
6. ↑  (en) LilyPond, a system for automated music engraving pagina 2 (10 mei 2003). Gearchiveerd op 6 oktober 2022. Geraadpleegd op 16 oktober 2022. “The spacing of a piece of music should reflect the character of the music. A piece should not contain unnatural clusters of black nor big gaps with white space.”
7. ↑  (en) LilyPond, a system for automated music engraving pagina 2 (10 mei 2003). Gearchiveerd op 6 oktober 2022. Geraadpleegd op 16 oktober 2022. “LilyPond has no concept of part-extraction, because there is no need for such a concept. Music fragments are assigned to identifiers. The music is then either combined into a full orchestral score, or it is used for creating the separate parts. Parts and scores are derived from the same input (...)”
8. ↑  (en) MuseScore vs Lilypond detailed comparison as of 2023. Slant (2023). Gearchiveerd op 18 augustus 2023. Geraadpleegd op 18 augustus 2023. “There's a big learning curve at first.”
9. ↑  (en) LilyPond, a system for automated music engraving pagina 5 (10 mei 2003). Gearchiveerd op 6 oktober 2022. Geraadpleegd op 16 oktober 2022. “The program has no graphical user interface, and always produces all pages of the final output. To see the result of a change, the program has to be rerun on the entire score. In effect, this transforms music editing into a debug-compile cycle, and fine-tuning layout details is a slow process.”
10. ↑  (en) Frescobaldi. Geraadpleegd op 15 december 2021. “Frescobaldi is een LilyPond bladmuziek-editor.”
11. ↑  (en) Denemo. Geraadpleegd op 15 december 2021. “Denemo is a free music notation program for GNU/Linux, Mac OSX and Windows”
12. ↑  (en) Mutopia project (24 juli 2019). Gearchiveerd op 11 februari 2022. Geraadpleegd op 15 december 2021. “Free Sheet Music for Everyone (...) in the Public Domain or under Creative Commons licenses, in PDF, MIDI, and editable LilyPond file formats.”
13. ↑  (en) Musipedia, the open music encyclopedia. Gearchiveerd op 15 december 2021. Geraadpleegd op 15 december 2021. “[In] Muspecidia (...) we are building a searchable, editable, and expandable collection of tunes, melodies, and musical themes.”
14. ↑  (en) Notation reference (2 februari 2022). Gearchiveerd op 1 november 2022. Geraadpleegd op 3 oktober 2022.
15. ↑  (en) LilyPond learning manual (2 februari 2022). Geraadpleegd op 29 juli 2022.
16. 1 2  (en) Score-extensie van LilyPond (23 maart 2019). Gearchiveerd op 25 september 2022. Geraadpleegd op 29 juli 2022.
17. ↑  (en) OOoLilyPond (10 januari 2009). Gearchiveerd op 25 december 2023. Geraadpleegd op 23 december 2023.
18. ↑  (en) de Wikipedia-site voor LilyPond-notatie (26 maart 2022). Geraadpleegd op 22 maart 2022.
19. 1 2  (en) LilyPond programming languages. Geraadpleegd op 4 augustus 2024.
20. ↑  (en) GNU LilyPond Music Typesetter – Code Analysis (18 augustus 2022). Gearchiveerd op 3 oktober 2022. Geraadpleegd op 19 augustus 2022.
21. ↑  (en) Overview of LilyPond architecture. Geraadpleegd op 22 juli 2023.
22. ↑  (en) LilyPond, a system for automated music engraving pagina 1 (10 mei 2003). Gearchiveerd op 6 oktober 2022. Geraadpleegd op 16 oktober 2022. “LilyPond is a batch program. When the program is invoked, it reads a file, which is then processed without any user interaction.”
23. ↑  (en) LilyPond – Beginnershandleiding, Installing (15 december 2022). Gearchiveerd op 30 oktober 2023. Geraadpleegd op 28 oktober 2023.
24. ↑  (en) GNU LilyPond Learning Manual: Preface (juli 2002). Geraadpleegd op 19 augustus 2022.
25. ↑  (en) LilyPond 0.1 released - The GNU Project music typesetter (8 augustus 2003). Gearchiveerd op 23 augustus 2022. Geraadpleegd op 19 augustus 2022.
26. ↑  (en) Kroger, Pedro, Re: The origin of the name lilypond. lilypond-user mailing list. lists.gnu.org (8 september 2004). Gearchiveerd op 6 oktober 2022. Geraadpleegd op 19 augustus 2022.
27. ↑  (en) Nienhuys, Han-Wen, GNU LilyPond 1.0 released. gnu-music-discuss (31 juli 1998). Geraadpleegd op 16 februari 2010.
28. ↑  (en) Nienhuys, Han-Wen, LilyPond 2.0 – make beautiful music prints. info-lilypond (24 september 2003). Gearchiveerd op 19 augustus 2022. Geraadpleegd op 19 augustus 2022.
29. ↑  (en) lilypond-user Archives. lists.gnu.org. Gearchiveerd op 8 december 2023. Geraadpleegd op 4 augustus 2024.
30. ↑  (en) Hawryluk, Andrew, Finale and LilyPond (14 juni 2014). Gearchiveerd op 15 november 2022. Geraadpleegd op 19 augustus 2022.
31. ↑  (en) MuseScore vs Lilypond detailed comparison as of 2023. Slant (2023). Gearchiveerd op 18 augustus 2023. Geraadpleegd op 18 december 2023.